# Stiria consuela
Stiria consuela är en fjärilsart som beskrevs av John Kern Strecker 1900. Stiria consuela ingår i släktet Stiria och familjen nattflyn. Inga underarter finns listade i Catalogue of Life.